# Eudynamys
Eudynamys es un género de aves cuculiformes de la familia Cuculidae propias del sur de Asia y Oceanía.

## Especies
El género Eudynamys incluye las siguientes especies:
- Eudynamys melanorhynchus - koel de pico negro;
- Eudynamys scolopaceus - koel común;
- Eudynamys orientalis - koel del Pacífico;
  - Eudynamys (orientalis) cyanocephalus - koel australiano.[2]